# Ulf Molau
Ulf Molau (Estocolmo, 1949) es un naturalista y taxónomo sueco, especialista taxónomo en la familia Scrophulariaceae con énfasis en Calceolaria, y publicando en Nordic Journal of Botany.
Desarrolla actividades académicas, como profesor, en la Universidad de Gotemburgo. Ha realizado extensas exploraciones botánicas en la Sudamérica tropical: Bolivia, Ecuador, Perú.

## Algunas publicaciones
- ulf Molau, urban Nordenhäll, bente Eriksen. 2005. “Onset of flowering and climate variability in an alpine landscape: a 10-year study from Swedish Lapland.” Am. J. Bot. 92: 422-431

- ------------. 1990. The Genus Bartsia (Scrophulariaceae-Rhinanthoideae). Opera botanica, ISSN 0078-5237. Ed. Council for Nordic Publ. in Botany, 99 pp. ISBN 8788702472, ISBN 9788788702477

- ------------. 1988. Calceolarieae. Flora neotropica 47. Ed. New York Bot. Garden, 326 pp.

- benjamin Øllgaard, ulf Molau. 1986. Current Scandinavian botanical research in Ecuador. Reports from the Botanical Institute Series 15. Ed. ilustr. de Bot. Institute, Univ. of Aarhus, 86 pp.

- noel hermann Holmgren, ulf Molau. 1984.  Flora of Ecuador: 177. Scrophulariaceae. Opera Botanica Series B. Ed. House of the Swedish Research Councils. 189 pp. ISBN 9186344218

- ulf Molau. 1979. Växtekologisk undersökning och floristisk inventering av Svartedalens vildmarksområde: utförd 1975 på uppdrag av Göteborgsregionens kommunalförbund. Ed. Göteborgsregionens kommunalförbund. 2ª ed. de Göteborgsregionens kommunalförb. 215 pp.

### Como editor
- dansk Polarcenter, ulf Molau (ed.) 1993. ITEX Manual: International Tundra Experiment. Ed. Danish Polar Center, 29 pp. ISBN 8760137126, ISBN 9788760137129
- La abreviatura «Molau» se emplea para indicar a Ulf Molau como autoridad en la descripción y clasificación científica de los vegetales.[4]